# Associazione Calcio Sant'Anastasia 1998-1999
Questa voce raccoglie le informazioni riguardanti l'Associazione Calcio Sant'Anastasia nelle competizioni ufficiali della stagione 1998-1999.

## Stagione
Dopo l'ottimo primo Campionato Nazionale Dilettanti della sua storia disputato nella stagione precedente e concluso con il sesto posto nel girone H, il Sant'Anastasia si prepara ad affrontare un campionato di vertice nella stagione 1998-1999 nel girone I.
La stagione viene inaugurata dalla Coppa Italia Dilettanti, dove i biancoblu non vanno oltre il primo turno.
In campionato i vesuviani collezionano quattro vittorie nelle prime quattro gare casalinghe, mentre faticano in trasferta dove ottengono tre punti nelle prime cinque gare esterne. La squadra trova il primo successo esterno con una larga vittoria all'undicesima giornata, inaugurando un filotto di tre vittorie consecutive fuori casa, ma a partire dalla decima giornata raccoglie solo pareggi fra le mura amiche, riuscendo comunque a collocarsi nelle prime posizioni della classifica. Nell'ultima giornata d'andata il Sant'Anastasia ritrova il successo in casa laureandosi campione d'inverno con distacchi minimi sulle dirette inseguitrici.
Dopo la terza sconfitta in campionato ottenuta nel corso della diciannovesima giornata, la società esonera l'allenatore Nino Ferrara, affidando la panchina a Pasquale Santosuosso. Il cambio d'allenatore porta la squadra a guadagnare tredici punti in cinque partite e a ritrovare il primato della classifica. Tra la venticinquesima e la ventisettesima giornata i biancoblu si fanno rimontare sempre negli ultimi minuti racimolando solo tre pareggi e scivolando in seconda posizione. In seguito, i vesuviani vincono sei partite di fila e si portano a tre punti di vantaggio sull'Igea Virtus a novanta minuti dal termine del campionato. Nell'ultima giornata i biancoblu ottengono il punto necessario a garantirgli la matematica certezza del primo posto e la conseguente prima storica promozione in Serie C2. Il Sant'Anastasia raccoglie complessivamente 67 punti, frutto di diciotto vittorie, tredici pareggi e tre sconfitte, e rimane imbattuto in casa per tutto il campionato.
A campionato concluso, partecipa al mini-torneo che assegna lo Scudetto Dilettanti, raggiungendo le semifinali.

## Divise e sponsor
| Casa | Trasferta | Terza divisa |

## Rosa
| N. |                   | Ruolo | Calciatore          |
| -- | ----------------- | ----- | ------------------- |
|    | Italia (bandiera) | C     | Daniele Bonetti     |
|    | Italia (bandiera) |       | Bordone             |
|    | Italia (bandiera) | D     | Ciro Capuano        |
|    | Italia (bandiera) | C     | Francesco Cetronio  |
|    | Italia (bandiera) |       | Cutolo              |
|    | Italia (bandiera) | D     | Vincenzo D'Ambrosio |
|    | Italia (bandiera) | A     | Luigi Di Baia       |
|    | Italia (bandiera) | A     | Giovanni Fontanella |
|    | Italia (bandiera) |       | Forino              |
|    | Italia (bandiera) |       | Giordano            |
|    | Italia (bandiera) |       | Granato             |

| N. |                   | Ruolo | Calciatore            |
| -- | ----------------- | ----- | --------------------- |
|    | Italia (bandiera) |       | Grillo                |
|    | Italia (bandiera) | A     | Lorenzo Intrieri      |
|    | Italia (bandiera) | A     | Luca Lucci            |
|    | Italia (bandiera) | C     | Sandro Luciano        |
|    | Italia (bandiera) |       | Mellone               |
|    | Italia (bandiera) |       | Nusco                 |
|    | Italia (bandiera) | C     | Andrea Pallanch       |
|    | Italia (bandiera) |       | Rea                   |
|    | Italia (bandiera) | P     | Salvatore Santarsiero |
|    | Italia (bandiera) |       | Serino                |
|    | Italia (bandiera) | C     | Giuseppe Vives        |

## Risultati

### Campionato Nazionale Dilettanti

#### Girone di andata
| Vittoria 6 settembre 1998, ore 16:00 CEST 1ª giornata | Vittoria | 0 – 0 | Sant'Anastasia | Stadio Comunale |

| Sant'Anastasia 13 settembre 1998, ore 16:00 CEST 2ª giornata | Sant'Anastasia | 2 – 0 | Palmese | Stadio Comunale |

| Terzigno 20 settembre 1998, ore 16:00 CEST 3ª giornata | Terzigno | 0 – 0 | Sant'Anastasia | Stadio Comunale |

| Sant'Anastasia 27 settembre 1998, ore 16:00 CEST 4ª giornata | Sant'Anastasia | 2 – 1 | Viribus Unitis | Stadio Comunale |

| Agrigento 4 ottobre 1998, ore 15:30 CEST 5ª giornata | Agrigento | 1 – 0 | Sant'Anastasia | Stadio Esseneto |

| Sant'Anastasia 11 ottobre 1998, ore 15:30 CEST 6ª giornata | Sant'Anastasia | 3 – 1 | Sancataldese | Stadio Comunale |

| Sorrento 18 ottobre 1998, ore 15:30 CEST 7ª giornata | Sorrento | 1 – 0 | Sant'Anastasia | Stadio Italia |

| Sant'Anastasia 25 ottobre 1998, ore 14:30 CET 8ª giornata | Sant'Anastasia | 1 – 0 | Sciacca | Stadio Comunale |

| Mazara del Vallo 1º novembre 1998, ore 14:30 CET 9ª giornata | Mazara | 1 – 1 | Sant'Anastasia | Stadio Nino Vaccara |

| Sant'Anastasia 8 novembre 1998, ore 14:30 CET 10ª giornata | Sant'Anastasia | 1 – 1 | Igea Virtus | Stadio Comunale |

| Eboli 15 novembre 1998, ore 14:30 CET 11ª giornata | Pro Ebolitana | 0 – 4 | Sant'Anastasia | Stadio Massaioli |

| Sant'Anastasia 22 novembre 1998, ore 14:30 CET 12ª giornata | Sant'Anastasia | 0 – 0 | Siracusa | Stadio Comunale |

| Arbitro: | Capone (Taranto) |

|           |           |                     |
| Lo Monaco | Marcatori | Intrieri Fontanella |

| Arbitro: | Meucci (Tivoli) |

|                |           |                |
| Di Baia (rig.) | Marcatori | (rig.) Pastore |

| Ragusa 13 dicembre 1998, ore 14:30 CET 15ª giornata | Ragusa    | 0 – 1 referto | Sant'Anastasia | Stadio Aldo Campo |
| \| \| \| \| \| \| Marcatori \| Di Baia \|           |           |               |                |                   |
|                                                     |           |               |                |                   |
|                                                     | Marcatori | Di Baia       |                |                   |

| Sant'Anastasia 20 dicembre 1998, ore 14:30 CET 16ª giornata | Sant'Anastasia      | 0 – 0 referto | Puteolana | Stadio Comunale\| Arbitro: \| Giannoccaro[23] (Lecce) \| |
| Arbitro:                                                    | Giannoccaro (Lecce) |               |           |                                                          |

| Arbitro: | Di Liberatore (Teramo) |

|                              |           |           |
| Fontanella , Luciano Di Baia | Marcatori | Lauritano |

#### Girone di ritorno
| Sant'Anastasia 10 gennaio 1999, ore 14:30 CET 18ª giornata | Sant'Anastasia  | 0 – 0 referto | Vittoria | Stadio Comunale\| Arbitro: \| Sperati[25] (Rieti) \| |
| Arbitro:                                                   | Sperati (Rieti) |               |          |                                                      |

| Arbitro: | Brighi (Cesena) |

|                                     |           |            |
| Cavaliere Langella (rig.) Vernaglia | Marcatori | Fontanella |

| Arbitro: | Zambon (Padova) |

|              |           |  |
| Cetronio 85’ | Marcatori |  |

| Somma Vesuviana 31 gennaio 1999, ore 14:30 CET 21ª giornata | Viribus Unitis   | 0 – 0 referto | Sant'Anastasia | Stadio Felice Nappi\| Arbitro: \| Liberti[28] (Genova) \| |
| Arbitro:                                                    | Liberti (Genova) |               |                |                                                           |

| Arbitro: | Bongiovanni (Finale Emilia) |

|                         |           |  |
| Intrieri Di Baia (rig.) | Marcatori |  |

| Arbitro: | Romeo (Verona) |

|            |           |                                         |
| Maniscalco | Marcatori | Fontanella Lucci (aut.) Insalaco Serino |

| Arbitro: | Bianchi (Lucca) |

|                   |           |             |
| Serino , Intrieri | Marcatori | F. Esposito |

| Arbitro: | Masiero (Mestre) |

|                      |           |            |
| Pagliaresi Bolognino | Marcatori | , Intrieri |

| Arbitro: | A. Padovan (Conegliano) |

|                       |           |                    |
| Fontanella D'Ambrosio | Marcatori | Scaletta Gregorace |

| Arbitro: | Giannoccaro (Lecce) |

|           |           |         |
| Di Rienzo | Marcatori | Luciano |

| Arbitro: | Sacco (Civitavecchia) |

|                       |           |  |
| Fontanella , Intrieri | Marcatori |  |

| Arbitro: | Bergonzi (Genova) |

|  |           |            |
|  | Marcatori | Fontanella |

| Arbitro: | Tota (Termoli) |

|                |           |  |
| Grillo Luciano | Marcatori |  |

| Arbitro: | Tonolini (Milano) |

|  |           |              |
|  | Marcatori | 84’ Intrieri |

| Arbitro: | Senzacqua (Fermo) |

|                               |           |  |
| Fontanella , Cetronio Bonetti | Marcatori |  |

| Arbitro: | Marchesi (Bergamo) |

|       |           |                     |
| Russo | Marcatori | Intrieri Fontanella |

| Cava de' Tirreni 8 maggio 1999, ore 16:00 CEST 34ª giornata | Internapoli           | 0 – 0 referto | Sant'Anastasia | Stadio Simonetta Lamberti\| Arbitro: \| Squillace[41] (Catanzaro) \| |
| Arbitro:                                                    | Squillace (Catanzaro) |               |                |                                                                      |

### Scudetto Dilettanti

#### Fase eliminatoria a gironi
| Arbitro: | Costantino (Roma) |

|                                                   |           |                      |
| Luciano Fontanella (rig.) D'Ambrosio Lucci Serino | Marcatori | Insanguine Berardino |

| Arbitro: | Tonin (Piombino) |

|                       |           |          |
| Arancio (rig.) Saccia | Marcatori | Intrieri |

#### Semifinali
| Arbitro: | Toti (Termoli) |

|  |           |         |
|  | Marcatori | Damiani |

| Arbitro: | Frezza (Roma) |

|                             |           |         |
| Arancio , Colavitto Alfonsi | Marcatori | Di Baia |

### Coppa Italia Dilettanti

#### Primo turno
| Pozzuoli 30 agosto 1998 1ª giornata | Puteolana | 1 – 0 | Sant'Anastasia | Stadio Domenico Conte |

| Sant'Anastasia 9 settembre 1998 2ª giornata | Sant'Anastasia | 1 – 0 | Internapoli | Stadio Comunale |

## Statistiche

### Statistiche di squadra
| Competizione                    | Punti | In casa | In casa | In casa | In casa | In casa | In casa | In trasferta | In trasferta | In trasferta | In trasferta | In trasferta | In trasferta | Totale | Totale | Totale | Totale | Totale | Totale | DR  |
| Competizione                    | Punti | G       | V       | N       | P       | Gf      | Gs      | G            | V            | N            | P            | Gf           | Gs           | G      | V      | N      | P      | Gf     | Gs     | DR  |
| ------------------------------- | ----- | ------- | ------- | ------- | ------- | ------- | ------- | ------------ | ------------ | ------------ | ------------ | ------------ | ------------ | ------ | ------ | ------ | ------ | ------ | ------ | --- |
| Campionato Nazionale Dilettanti | 67    | 17      | 11      | 6       | 0       | 31      | 8       | 17           | 7            | 7            | 3            | 20           | 12           | 34     | 18     | 13     | 3      | 51     | 20     | +31 |
| Scudetto Dilettanti             | -     | 2       | 1       | 0       | 1       | 5       | 3       | 2            | 0            | 0            | 2            | 2            | 6            | 4      | 1      | 0      | 3      | 7      | 9      | -2  |
| Coppa Italia Dilettanti         | -     | 1       | 1       | 0       | 0       | 1       | 0       | 1            | 0            | 0            | 1            | 0            | 1            | 2      | 1      | 0      | 1      | 1      | 1      | 0   |
| Totale                          | -     | 20      | 13      | 6       | 1       | 37      | 11      | 20           | 7            | 7            | 6            | 22           | 19           | 40     | 20     | 13     | 7      | 59     | 30     | +29 |